# Populus deltoides
O algodão-americano[carece de fontes?] (do inglês Eastern Cottonwood), Populus deltoides, é uma planta nativa da América do Norte. Se encontra principalmente na parte leste, central e sudoeste dos Estados Unidos, entre o sudeste e sudoeste do Canadá e no nordeste do México. É a árvore símbolo do Nebraska, Kansas e Wyoming.

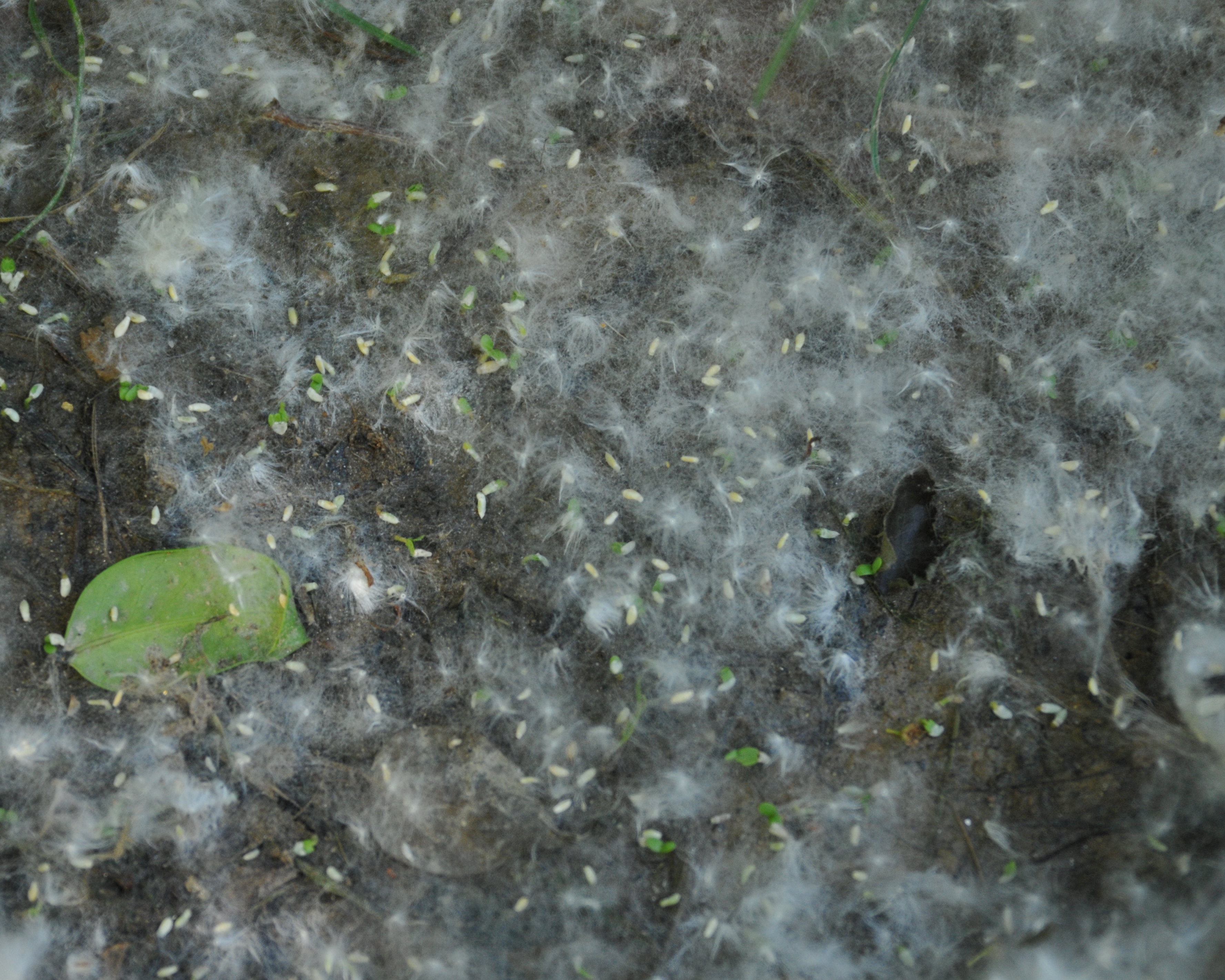
Sementes e "cabelo de sementes" de P. deltoides

## Sub-Espécies
- Populus deltoides deltoides-  Localizada no sudeste do Canadá (no sul de Ontário e Quebec), leste dos Estados Unidos;
- Populus deltoides monilifera- Localizada no centro sul do Canadá (Alberta, Saskatchewan e Manitoba) e sul dos Estados Unidos (Novo México e Texas);
- Populus deltoides wislizeni- Localizada no sul do Colorado e do Texas, nordeste do México e oeste do Arizona.